# Holmens Kirkegård
Holmens Kirkegård eller Skibskirkegården er en kirkegård beliggende på Dag Hammarskjölds Allé på Østerbro i København.
Kirkegården ligger lige over for Garnisons Kirkegård. Den blev indviet i 1666, og er Københavns ældste ibrugværende kirkegård. Oprindelig var det en begravelsesplads for ubemidlede matroser og deres familie i kongens tjeneste i modsætning til den tidligere soldaterkirkegård Garnisons Kirkegård. Kirkegården rummer en række historiske gravminder, blandt andet en mindehøj over de faldne i Slaget på Reden i 1801. Blandt de senere gravsteder finder man officerer fra alle de nuværende tre værn, erhvervsfolk, politikere, kulturpersonligheder og mange andre.

## Krigergraven med faldne i slaget på Reden
- Jens Erik Hauch
- Johan Christian Schrødersee
- Albert de Thurah

## Kendte personer begravet på Holmens Kirkegård
- Linkoban
- Aage Matthison-Hansen
- Nicolai Christian Levin Abrahams
- Christian Pedersen Agerskov
- Freddy Albeck
- Tage Algreen-Ussing
- Oda Alstrup
- Hans Christian Amberg
- Georg Carl Amdrup
- Kaj V. Andersen
- Oscar Andersen
- Erik Aschengreen
- Richard Aschlund
- Jes P. Asmussen
- Svend Auken
- Bent Axen
- Otto Bache
- Paulus Bache
- Paul Backer
- Thor A. Bak
- Phil Baker
- A.C. Bang
- Jacob Bang
- Christen Thomsen Barfoed
- Jean Baruël
- Knud Bastrup-Birk
- Rudolph Bay
- I.D. Beauvais
- Bent Bentzen
- Lorenz Bergmann
- J.A.D. Bildsøe
- Carl Bille
- Irene Ibsen Bille
- Josias Bille
- Michael Bille
- Sigfride Bille
- Steen Bille
- Steen Andersen Bille (den ældre)
- Steen Andersen Bille (den yngre)
- Torben Bille
- Johanne Birkerod-Schiwe
- Søren Birkvad
- Jens Bjerg
- Svend Bjerg
- Svend Bjørke
- Carl Bloch
- Erling Bloch
- Paul Bloch
- Emanuel Blom
- Julius Blom
- Christian Albrecht Bluhme
- Nic. Blædel
- Mikkel Bo
- Jørgen Boberg
- Ingolf Boisen
- Peter Outzen Boisen
- Knud Borck
- Frede Bording
- Peter Bork
- Victor Borregaard
- Bo Bramsen
- Luis Bramsen
- Nils Bredsdorff
- Poul Brink
- Carl Bro
- C.A. Broberg
- Gustav Edvard Brock
- Axel Bruun
- Carl Adolph Bruun
- Palle Christian Bruun
- Peter Urban Bruun (1785-1833)
- Peter Urban Bruun (1833-1888)
- Rasmus Christian Malthe Bruun
- Fritz Bruzelius
- Gísli Gíslason Brynjúlfsson
- Henning Brøndsted
- Oluf Brønnum
- Philippa Bulgin
- Carl Christian Burmeister
- Emilius Ditlev Bærentzen
- Frederik Børgesen
- Hakon Børresen
- Adolf Carl
- Johannes Carstensen
- Anthonie Christensen
- C.F. Christensen
- Jakob Christensen
- Richard Christensen
- S.A. Christensen
- Vilhelm Christesen
- Peder Christoffersen
- Lizzie Corfixen
- Christian Crone
- Vilhelm Crone
- Carl Dahl
- Frantz Dahl
- Hans Dahlerup
- Ursula Dahlerup
- Jørgen Dalhoff
- J.J. Dampe
- C.N. David
- Albert de Thurah
- Laurids de Thurah
- Bente Dessau
- Frederik Dessau
- Carl Edvard van Dockum
- Jost van Dockum
- Anders Dohn
- A.G. Drachmann
- Aage Axelsen Drejer
- Lone Dybkjær
- Johannes Dührkop
- Robert Egevang
- Sophus Engelsted
- Gustav Esmann
- Christian Estrup
- Julius Exner
- Jakob Fabricius
- Nils Fagerholt
- Christian Tuxen Falbe
- Carl Adolph Feilberg
- Ole Feldbæk
- Hans Mathias Fenger
- J.C. Ferslew
- M.W. Ferslew
- Hilmar Finsen
- Hans Fisker
- Henrik Fisker
- Lorentz Fisker
- Ole Flint
- Bruun Juul Fog
- Georg Fog
- Arne Forchhammer
- Allan Fridericia
- Frederik Ferdinand Friis
- Peder Friis
- L. Frisenette
- Peter Raun Fristrup
- Freddy "Fræk" Poulsen
- H.F. Funch
- Diderich Funck
- Hans Fussing
- Emma og Urban Gad
- Harald Gad
- Henry Gad
- Urban Gad
- Edvard Galle
- Johan Christian Gandil
- Hans Jørgen Garde
- Julius Christian Gerson
- Maria Giacobbe
- Suzanne Giese
- P.F. Giødesen
- Julius Gjellerup
- Tove Grandjean
- Leif Grane
- Theodor Green
- Keld Grinder-Hansen
- Jakob Grosbøll
- Carl Frederik Grove (søofficer)
- Carl Frederik Grove (ingeniør)
- Frits Nordahl Grove
- G.L. Grove
- Gudrun Grove
- Ivan Grundahl
- Charles Grut Hansen
- Lorentz Gudme
- Ruth Guldbæk
- Frederik Carl Gutfeld
- Thomasine Gyllembourg
- Victor Haderup
- Albert Haelwegh
- Alfred Hage
- Christopher Hage
- G.B. Hagen
- H.J.A. Hagen
- Sophus Hagen
- Fanny Halstrøm
- O.C. Hammer
- Regnar Hammer
- Adolph Hansen
- Aleth Hansen
- Alfred Hansen
- Arne Hansen
- Benny Hansen
- Bjørn T. Hansen
- C.B. Hansen
- Godfred Hansen
- Gunnar "Nu" Hansen
- Heinrich Hansen (maler)
- Heinrich Hansen (arkitekt)
- Ingeborg Nørregaard Hansen
- Johan Hansen
- Lars "Smiley" Hansen
- Lone Høyer Hansen
- Mogens 'Mugge' Hansen
- Octavius Hansen
- P.N. Hansen
- Robert Hansen
- Victor Hansen
- Viggo Hansen
- E.V. Harboe
- Emil Hartmann
- Oluf Hartmann
- Niels Jørgen Haugesen
- Thomas Havning
- Alix Haxthausen
- Morten Hedegaard
- Peter Heering
- Gunnar Heerup
- Frederik V. Hegel
- Johan Ludvig Heiberg
- Johan Ludvig Heiberg
- Johanne Luise Heiberg
- Peter Heise
- Vilhelmine Heise
- Frank Evang Hejndorf
- Adam Helms
- Carl Helsted
- Frederik Ferdinand Helsted
- Gustav Helsted
- Christian Helweg-Larsen
- Inger Hempel
- Gerda Henning
- Gerhard Henning
- Stefan Henszelman
- Asta Heramb
- Adolph Tobias Herbst
- Christian Frederik Herbst
- Hans Hertel
- F. Hertzog
- Aage Hjuler
- Klaus Hoffmeyer
- Stig Hoffmeyer
- Johannes Hohlenberg
- Asger Holm
- Hakon Holm
- Peter Christian Holm
- Sven Holm
- H.P. Holst
- Henning Holten
- Hans Holsten
- Johannes Horstmann
- Christian Gotfried Hummel
- Torben Hundahl
- Inge Hyllested
- Frederik Høegh-Guldberg
- Knud Høgenhaven
- Søren Højberg
- Anne Mette Haagensen
- Ib Ibsen
- Paul Ipsen
- Carl Irminger
- Otto Irminger
- Christian Islef
- Carl Janssen
- Carl Bent Jensen
- C.A. Jensen
- Helge Jensen
- Kristine Marie Jensen
- Emil Jeppesen
- Just Jerndorff
- Peter Jerndorff
- Vagn Jespersen
- Franz von Jessen
- A.C. Johansen
- Ari Johnsen
- Erna Juel-Hansen
- Hans Just
- Christian Jürgensen
- Sophus Mads Jørgensen
- Niels-Jørgen Kaiser
- Knud Ketting
- Thorvald Kierkegaard
- Jørgen-Bent Kistorp
- F.C. Kiærskou
- Søren Kjærsgaard
- Frits Hammer Kjølsen
- Knud Gregorius de Klauman
- Martinus Christian de Klauman
- C.S. Klein
- Viggo Klein
- Peter Krabbe
- Lauritz Klingberg
- Edvard Klingsey
- Troels Kløvedal
- A.E.L. Knudsen
- Hans Knudsen
- Peter Knudsen
- Fritz Koch
- Hans Henrik Koch
- Ehrenreich Christopher Ludvig Koefoed
- Hans Henrik Koefoed
- Hans Jacob Koefoed
- M.B. Kolbye
- Julius Koppel
- Therese Koppel
- Erland Kops
- Eyvind Kornbeck
- Peter Kornbeck
- Hendrich Emil Krenchel
- A.F. Krieger
- Antonius Krieger
- Anthonius Krieger (søofficer)
- Anthonius Krieger (kabinetssekretær)
- Christian Krieger
- Emil Krieger
- Johan Cornelius Krieger (1725-1797)
- Johan Cornelius Krieger (1917-1984)
- Georg Kringelbach
- Poul Kroon
- Torben Krogh
- Frederik Vinding Kruse
- Victor Kuhr
- Berrit Kvorning
- Albert Køie-Nielsen
- Harald Lander
- Tonny Landy
- Carl Lange
- Sven Lange
- Rued Langgaard
- Birger Larsen
- Ferdinand Larsen
- Helge Larsen
- Hugo Larsen
- Lars Larsen
- Lars Christian Larsen
- Lorentz Fjelderup Lassen
- Karsten Krower Laursen
- Lise Lavelle
- Sidney Lee
- Robert Leepin
- Orla Lehmann
- Georg Lemke
- Hans Lemming
- Erik Leth
- Carl Peter Leuning
- Emil Libert (nedlagt)
- August Liebman (nedlagt)
- Ingvard Henrik Linnemann
- Per Linnemann-Schmidt
- A.P. Liunge
- Jørgen Henrik Lorck (nedlagt)
- Carl Lorentzen
- Mogens Lorentzen
- Carl Christian Lose den yngre
- Carl Lumbye
- Georg Lumbye
- H.C. Lumbye
- Knud Lumbye
- Tippe Lumbye
- Emil Lund
- Friedrich E.A.E. Lund
- J.L. Lund
- Sigvard Lund
- Sune Lund-Sørensen
- Kaj Lundsteen
- Pierre Lübecker
- Karen Lykkehus
- Tage Lyneborg
- Christopher Lütken
- Anton Frederik von Lützow
- Niels Lützen
- Jørgen Læssøe
- Hans Helge Madsen
- Jan Maegaard
- Boye Magens
- Vilhlem Malling
- R.C. Malthe Bruun
- Frederik Vilhelm Mansa
- Hanne Marcussen
- Carl Mariboe
- Sara Mathai Stinus
- Oscar Matthiesen
- Hugo Matthiessen
- Aage Matthison-Hansen
- Seppo Mattinen
- Alfhilda Mechlenburg
- Vilhelm Melbye
- Julius Sophus Meldal
- Wilhelm Meyer
- Anton Michelsen
- Ove Wilhelm Michelsen
- Randi Michelsen
- Finn Mickelborg
- Bernhard Middelboe (søofficer)
- Bernhard Middelboe (maler)
- Nils Middelboe
- Ludvig Moltke
- Per Mortensen
- Erik Moseholm
- Paul Moth-Lund
- Holger Munk
- Troels Munk
- Jørgen Mydtskov
- Rigmor Mydtskov
- Balthasar Münter
- Poul Møller
- Dea Trier Mørch
- Charlotte Neergaard
- Holger Neergaard
- Elisabeth Gjerluff Nielsen
- Fredrik Nielsen
- Gert Nielsen
- Hans-Jørgen Nielsen
- Lars Nordskov Nielsen
- Claus Nissen
- Helge Nissen
- Wilhelm Nissen
- Erik Nordgreen
- Carl Otto Emil Normann
- Birte Norst
- Hans Christian Nørregaard
- Peder Nørgaard
- Jens Okking
- Peder Olesen Larsen
- Peter Omann
- Cathinca Olsen
- Frederik Paludan
- Adam Paulsen
- Julius Paulsen
- Ole-Christian Permin
- Edvard Petersen
- Frederik Christian Petersen
- Kjeld Petersen
- Jacob Petersen
- Ludvig A. Petersen
- Mozart Petersen
- Niels Petersen
- Paul Petersen
- Teddy Petersen
- Zacharias Petersen
- Theodor Philipsen
- Louise Phister
- Ludvig Phister
- Mogens Pihl
- Leif Plenov
- Gurli Plesner
- Svend Erik Pontoppidan
- C.M. Poulsen
- Bolette Puggaard
- Hans Puggaard
- Rudolph Puggaard
- Holger Rasmussen
- Ingeborg Rasmussen
- N.F. Ravn
- Adolph Recke
- Elsebeth Reingaard
- P.N. Rentzmann
- Ole Restrup
- Elli Rex
- Alex Riel
- F.E. Ring
- Johannes Ring
- Sven Risom
- Harald O. Rist
- Preben Rist
- Erik Nicolai Ritzau (nedlagt)
- Nina Rode
- Leif Roden
- Lise Roos
- Elsa Marianne von Rosen
- Sigismund von Rosen
- Gunnar P. Rosendahl
- Sigvart Urne Rosenvinge
- Claus Rostrup
- P. Rostrup Bøyesen
- Carl Adolph Rothe
- Thorkild Rovsing
- Paul V. Rubow
- Folmer Rubæk
- Mogens Rukov
- Henrik Rung
- Carl Hartvig Ryder
- Johan Christian Ryge
- Carsten Rütting Schweitz
- Flemming Røgilds
- Martinus Rørbye
- Peter Salicath
- Sally Salminen
- Harald Sandbæk
- Matthias Saxtorph
- Marie Sandholt
- Solveig Sandnes
- Frank Schaufuss
- Niels Erik Schaumburg
- Georg Schepelern
- C.A. Schepelern
- Georg Schepelern
- Vilhelm Schepelern
- Poul Schierbeck
- Sylvia Schierbeck
- Andreas Schifter
- Adam Wilhelm Schiwe
- Viggo Schiwe
- Christian Schiørring
- Valdemar Schiøtt
- C.A. Schleisner
- Paul Schleisner
- Eugen Schmidt
- Ferdinand Schmidt
- Edgar Schnohr
- Axel Schou
- Benjamin Schou
- Joachim Godske Schouw
- Johan Schrøder
- Johan Philip Schultz
- Julius Schultz
- Johann Schultze
- Christian Wilhelm Schønheyder
- Johan Franciscus Gottlieb Schønheyder
- Ulrich Anton Schønheyder
- Hugo Seligmann
- Frederik Christian Sibbern
- H.S. Sibbern
- Vera Skalts
- C.F. de Fine Skibsted
- Oluf de Fine Skibsted
- Julius Skrike
- Jens Erik Skydsgaard
- Kristen Ejner Skydsgaard
- Agnes Slott-Møller
- Harald Slott-Møller
- Laurids Smith
- Egill Snorri Hrafn Snorrason
- Gunnar Sommerfeldt
- Carl Sonne (nedlagt)
- Jørgen Sonne
- Vibeke Sperling
- Hakon Spärck
- Carl Frederik Gottlob Stage
- Carl Nicolai Starcke
- Viggo Starcke
- Jørgen Stegelmann
- Harald Stein
- Sophus August Vilhelm Stein
- Theobald Stein
- Valdemar Stein
- Andreas Henrik Stibolt
- Jens Peter Stibolt
- Johan Andreas Stillmann
- Erik Stinus
- Adolph Strunk
- Edouard Suenson
- Elis Strömgren
- Edouard Suenson
- Anton Svendsen
- Erwin Anton Svendsen
- Ivar Norden Sølling
- Peter Norden Sølling
- Enevold Sørensen
- Jens Sørensen
- Søren Sørensen
- Mustapha 'Manuel' Tafat
- Lotte Tarp
- Sv. Erik Tarp
- Carsten Thau
- Thorvald Thaulow
- Nini Theilade
- Sven E. Thiede
- Kai Tholstrup
- Rosita Thomas
- Emma Thomsen
- Svend Thostrup
- Oskar Thyregod
- Rose Thyregod
- F.F. Tillisch
- Anders Tinsbo
- Christopher Trampe
- Cordt Trap
- J.P. Trap
- F.C.B. Treschow
- Andreas Trier Mørch
- Dea Trier Mørch
- H.G. Trolle
- Fanny Tuxen
- Georg Emil Tuxen
- Johan Cornelius Tuxen (nedlagt i 2013)[1]
- Nicolai Elias Tuxen
- Nicoline Tuxen
- Peter Mandrup Tuxen
- Poul Tuxen
- Søren Ludvig Tuxen (nedlagt)
- Jens Christian Tvilling
- Peter Christian Uldahl
- Erik Viborg (kun monument)
- Niels Viborg
- Niels Vigild
- H.C. Vogt (nedlagt)
- Agnete Vøhtz
- William Wain
- Annette Walther
- Elisabeth Wandel
- Albert Wang
- C.A. Warburg
- T.S. Warncke
- Friderich Weggersløff
- Eigil Wern
- Peter Caspar Wessel-Brown
- Fr. Wexschall
- Emma Wiehe
- Svend Wiig Hansen
- Ib Windfeld-Hansen
- Mette Winge
- Christian Winter
- Ebba With
- C. Withusen
- C.C. Withusen
- Peter Johan Wleugel
- V.C.H. Wolf
- J.J.A. Worsaae
- Charles Wulff
- Christian Wulff (1777-1843)
- Peter Wulff (1774-1842)
- Peter Wulff (1808-1881)
- Mogens Wöldike
- Uffe Wöldike
- Allan de Waal
- Georg Zachariae
- Henrik Zahle
- Christian Christopher Zahrtmann
- Theodor Zeltner
- Aase Ziegler
- Hermann Zobel
- Svend Erik Øhlenschlæger
- Børge Ørsted
- Claus Bratt Østergaard
- Lise Østergaard
- C.F. Aagaard
- Arne Aagaard Pedersen